# 1942–1943-as osztrák labdarúgó-bajnokság (első osztály)
Az 1942–1943-as osztrák labdarúgó-bajnokság az osztrák labdarúgó-bajnokság legmagasabb osztályának harminckettedik alkalommal megrendezett bajnoki éve volt. 
A pontvadászat 11 csapat részvételével zajlott. A bajnokságot a First Vienna csapata nyerte.  

## A bajnokság végeredménye
| #  | Csapat           | M  | Gy | D | V  | RG | KG | P  |
| -- | ---------------- | -- | -- | - | -- | -- | -- | -- |
| 1  | First Vienna FC  | 20 | 13 | 4 | 3  | 87 | 56 | 30 |
| 2  | Wiener AC        | 20 | 10 | 5 | 5  | 45 | 29 | 25 |
| 3  | Floridsdorfer AC | 20 | 11 | 3 | 6  | 61 | 41 | 25 |
| 4  | Wiener Sportclub | 20 | 10 | 5 | 5  | 55 | 44 | 25 |
| 5  | FK Austria Wien  | 20 | 11 | 2 | 7  | 53 | 52 | 24 |
| 6  | SK Rapid Wien    | 20 | 10 | 2 | 8  | 65 | 53 | 22 |
| 7  | FC Wien          | 20 | 7  | 4 | 9  | 48 | 49 | 18 |
| 8  | SG Reichsbahn    | 20 | 6  | 5 | 9  | 38 | 38 | 17 |
| 9  | SC Wacker        | 20 | 5  | 7 | 8  | 32 | 40 | 17 |
| 10 | SK Admira Wien   | 20 | 6  | 4 | 10 | 38 | 42 | 16 |
| 11 | SK Sturm Graz    | 20 | 0  | 1 | 19 | 21 | 99 | 1  |

- A First Vienna FC az 1942-43-as szezon bajnoka.
- Az SK Admira Wien és a Sturm Graz kiesett a másodosztályba (2. Klasse).
- Az SG Reichsbahn és az SC Wacker osztályozót játszott egymással.